# Metius (inslagkrater)
Metius is een inslagkrater op de Maan. 

## Beschrijving
De rand van Metius steekt niet prominent uit in de omgeving en heeft een onbeduidende wal. Een paar kleine kraters zijn zichtbaar op de buitenmuur maar over het algemeen heeft de wand een glad uiterlijk dat bijna vrij is van terrassen. De kraterbodem is relatief vlak met lage centrale pieken. De meest prominente krater op de bodem is Metius B, gelegen nabij de noordoostelijke rand. Ten oostnoordoosten van Metius B loopt een kleine vallei die het noordoostelijk gedeelte van de rand van Metius onderbreekt.

## Locatie
Metius heeft een diameter van 84 km en bevindt zich in de hoogvlakte nabij het zuidoostelijk deel van de naar de Aarde toe gerichte zijde van de Maan. In het zuidwesten is de kraterrand van Metius verbonden de krater Fabricius. Ten westnoordwesten ligt de zwaar geërodeerde krater Brenner en verder naar het noordoosten ligt de krater Rheita en de lange kloof Vallis Rheita.

## Naamgeving
De krater is genoemd naar de Nederlandse wiskundige en astronoom Adriaan Metius (1571-1635). De naam werd bedacht door Giovanni Battista Riccioli die echter aan deze krater de naam Mulerius gaf. De naam Metius gaf hij aan de westnoordwestelijk gelegen kraterrestant die van de selenograaf P. J. H. Fauth (1867-1941) de naam Brenner kreeg. Eerder gaf Michael van Langren aan Riccioli's Mulerius de naam Caroli D. Loth., Johannes Hevelius gaf aan het trio gevormd door de kraters Metius, Brenner en Fabricius de benaming Montes Coibacarani, als onderdeel van het gebied dat hij Persia noemde.

## Satellietkraters van Metius
Rondom Metius bevinden zich verscheidene kleinere kraters die genummerd werden, beginnend bij degenen die zich het dichtst bij het middelpunt van de krater bevinden.
| Metius | Breedtegraad | Lengtegraad | Diameter |
| ------ | ------------ | ----------- | -------- |
| B      | 40,1° ZB     | 44,3° OL    | 14 km    |
| C      | 44,2° ZB     | 49,1° OL    | 11 km    |
| D      | 42,6° ZB     | 48,4° OL    | 11 km    |
| E      | 39,7° ZB     | 42,8° OL    | 6 km     |
| F      | 39,1° ZB     | 42,9° OL    | 8 km     |
| G      | 40,3° ZB     | 45,3° OL    | 9 km     |

## Trapje
Het groepje van drie tot vier langwerpige heuvels op de vloer van Metius, ten westen van de komvormige krater Metius B, vormt een trompe-l'oeileffect als deze krater bekeken wordt met behulp van amateurtelescopen. Dit groepje ziet er, mits schaduwvorming aan de hellingen van de heuvels, uit als een trapje.